# Epidesma lenaeus
Epidesma lenaeus là một loài bướm đêm thuộc phân họ Arctiinae, họ Erebidae.